# Brautexamen
Das Brautexamen in der römisch-katholischen Kirche stellt eine notwendige Prüfung dar, die vor der Eheschließung gemäß dem Kirchenrecht abgelegt werden muss. Ein dazu berechtigter katholischer Priester oder Diakon erfasst die persönlichen Informationen der Brautleute sowie deren Freiheit von Ehehindernissen, wie zum Beispiel Blutsverwandtschaft oder das Vorhandensein einer bereits bestehenden Ehe. Diese Informationen werden im Ehevorbereitungsprotokoll festgehalten. Darüber hinaus dokumentiert das Protokoll den festen Willen der Brautleute, eine unauflösliche und exklusive Ehe einzugehen, die auf das Wohl beider Ehepartner sowie auf die Zeugung und Erziehung von Kindern ausgerichtet ist. Ursprünglich war das Brautexamen auch mit dem sogenannten Brautunterricht verbunden, bei dem religiöse Unterweisungen zur Ehe und zum Sakrament der Ehe stattfanden.